# 2004
2004（二千四、にせんよん、にせんし）は、自然数または整数において、2003の次で2005の前の数である。

## 性質
- 2004は合成数であり、約数は 1, 2, 3, 4, 6, 12, 167, 334, 501, 668, 1002, 2004 である。
  - 約数の和は4704。
  - 495番目の過剰数である。1つ前は2002、次は2010。
  - 約数の和の平均が整数になる48番目の数である。1つ前は1980、次は2016。
- 9連続偶数の平方和で表せる数である。1つ前は1536、次は2544。

2004 = 62 + 82 + 102 + 122 + 142 + 162 + 182 + 202 + 222
- 402番目のハーシャッド数である。1つ前は2001、次は2007。
  - 6を基とする29番目のハーシャッド数である。1つ前は1500、次は2022。
- 2004 = 22 + 82 + 442 = 22 + 202 + 402 = 82 + 282 + 342 = 142 + 282 + 322
  - 3つの平方数の和4通りで表せる250番目の数である。1つ前は2002、次は2008。(オンライン整数列大辞典の数列 A025324)
  - 異なる3つの平方数の和4通りで表せる239番目の数である。1つ前は2003、次は2013。(オンライン整数列大辞典の数列 A025342)
- 2004 = 22 × 3 × 167
  - 3つの異なる素因数の積で p2 × q × r の形で表せる176番目の数である。1つ前は1989、次は2020。(オンライン整数列大辞典の数列 A085987)
- 約数の和が2004になる数は1個ある。(2003) 約数の和1個で表せる305番目の数である。1つ前は1998、次は2012。
- 各位の和が6になる50番目の数である。1つ前は1500、次は2013。
  - 各位の和が三角数になる402番目の数である。1つ前は2001、次は2008。(オンライン整数列大辞典の数列 A187744)

## その他 2004 に関連すること
- フェラーリ・F2004は、スクーデリア・フェラーリのフォーミュラ1カー。